# Nazionale maschile di pallacanestro del Qatar
La nazionale di pallacanestro del Qatar è la rappresentativa cestistica del Qatar ed è posta sotto l'egida della Federazione cestistica del Qatar.

## Piazzamenti

### Campionati del mondo
- 2006 - 24°

### Campionati asiatici
- 1991 - 16°
- 2001 - 5°
- 2003 -  3°
- 2005 -  3°
- 2007 - 7°

- 2009 - 6°
- 2011 - 16°
- 2013 - 6°
- 2015 - 7°
- 2017 - 13°

### Giochi asiatici
- 1978 - 14°
- 2002 - 9°
- 2006 -  2°

- 2010 - 5°
- 2014 - 6°
- 2018 - 9°

## Formazioni

### Campionati del mondo
Campionato mondiale maschile di pallacanestro 20064 al-Nasr, 5 Ma. Abdullah, 6 Ali, 7 Mousa, 8 Suliman, 9 Turki, 10 Mohammed, 11 Saeed, 12 Mo. Abdullah, 13 Ismail, 14 Zaidan, 15 Salem,        All. Joe Stiebing

### Campionati asiatici
Campionato asiatico maschile di pallacanestro 20014 al-Nasr, 5 Ibrahim, 6 Khalid, 7 Mousa, 8 Abdulaziz, 9 Marzoug, 10 Musa, 11 Mohd, 12 Husam, 13 Baker, 14 Zaidan, 15 Mohd,        All. -
Campionato asiatico maschile di pallacanestro 20034 al-Nasr, 5 Ma. Abdullah, 6 Ali, 7 Mousa, 8 Suliman, 9 Turki, 10 Musa, 11 Mohammed, 12 Mo. Abdullah, 13 Ismail, 14 Zaidan, 15 Omor,        All. -
Campionato asiatico maschile di pallacanestro 20054 al-Nasr, 5 Ma. Abdullah, 6 Ali, 7 Mousa, 8 Suliman, 9 Turki, 10 Musa, 11 Saeed, 12 Mo. Abdullah, 13 Ismail, 14 Zaidan, 15 Salem,        All. Joseph Stiebing
Campionato asiatico maschile di pallacanestro 20074 al-Nasr, 5 Ma. Abdullah, 6 Ali, 7 Mousa, 8 Suliman, 9 Turki, 10 Musa, 11 Saeed, 12 Mo. Abdullah, 13 Mohammed, 14 Zaidan, 15 Salem,        All. -
Campionato asiatico maschile di pallacanestro 20094 Mohammed, 5 Ma. Abdullah, 6 Ali, 7 Mousa, 8 Suliman, 9 Turki, 10 Musa, 11 Saeed, 12 Mo. Abdullah, 13 Ismail, 14 Elsayad, 15 Salem,        All. -
Campionato asiatico maschile di pallacanestro 20117 Ali, 9 Turki, 10 Adam, 11 Saeed, 13 Ismail, 14 Matalkeh, 15 Salem,        All. Ali Fakhroo
Campionato asiatico maschile di pallacanestro 20134 Elhadary, 5 Hayes, 6 Ali, 7 Mousa, 8 Suliman, 9 Turki, 10 Musa, 11 Saeed, 12 Mo. Abdullah, 13 Mo. Mohammed, 14 Ma. Abdullah, 15 Ba. Mohammed,        All. Thomas Wisman
Campionato asiatico maschile di pallacanestro 20154 Abdelhaleem, 5 Johnson, 6 Ali, 7 Mousa, 8 Suliman, 9 Moh. Mohammed, 10 Saad, 11 Saeed, 12 Mo. Abdullah, 13 Modh Mohammed, 14 Ma. Abdullah, 15 Adam,        All. Vasilīs Fragkias
Campionato asiatico maschile di pallacanestro 20174 Ali, 5 al-Darwish, 6 Elhadary, 9 Mohamed, 10 al-Muftah, 11 Saeed, 12 Abdelhaleem, 13 Mohammed, 14 Abdullah, 15 Salem, 16 Abdelkawy, 42 al-Rayes,        All. Kousay Khalaf
Template:Qatar maschile pallacanestro asiatico 2025

## Giochi asiatici
Pallacanestro ai XV Giochi asiatici4 al-Nasr, 5 Ma. Abdullah, 6 Ali, 7 Mousa, 8 Suliman, 9 Turki, 10 Ismail, 11 Saeed, 12 Mo. Abdullah, 13 Salaheldin, 14 Zaidan, 15 Salem,        All. -
Pallacanestro ai XVI Giochi asiatici4 Ngombo, 5 Matalkeh, 6 Ali, 7 Mousa, 8 Suliman, 9 Fakhirah, 10 Y. Ismail, 11 Mohammed, 12 Ndour, 13 Abdullah, 14 Zaidan, 15 H. Ismail,        All. -
Pallacanestro ai XVIII Giochi asiatici1 Mohamed, 3 Abdelkawy, 5 Lashin, 8 Ngombo, 10 Mohammed, 11 Abuissa, 22 Abdi, 25 Abdelbaset, 33 Mujkić, 42 Al-Rayes, 44 Avdić, 96 Abdelhaleem,        All. Tim Lewis
Pallacanestro ai XIX Giochi asiatici2 Talla, 3 Darwish, 5 Ndoye, 6 Muslic, 10 Mousa, 11 Ajar, 12 Aracic, 23 Dieng, 24 Ndao, 25 Abdelbaset, 44 Avdic, 55 Lashin,        All. Thanasīs Skourtopoulos

## Nazionali giovanili
- Nazionale Under-18
- Nazionale Under-16